# Galaxia de Bode
La galaxia de Bode (también conocida como Galaxia Espiral M81, Messier 81, M81 o NGC 3031) es una galaxia espiral ubicada a 12 millones de años luz en la constelación de la Osa Mayor. Fue nombrada en honor a Johann Elert Bode, quien la descubrió en 1774. En 1993, una supernova (SN 1993J) fue observada en esta galaxia.
Se presume que la galaxia de Bode contiene aproximadamente 250 000 millones de estrellas, siendo ligeramente más pequeña que la Vía Láctea. La galaxia es uno de los mejores ejemplos del diseño espiral en una galaxia, con brazos casi perfectos dispuestos en espiral hacia su centro. La galaxia de Bode y su satélite (o galaxia binaria), la galaxia del Cigarro, o M82, son de los miembros más prominentes del Grupo M81. Ambas son visibles en el mismo campo de visión para la mayoría de los telescopios.

## Condiciones físicas

Imagen de la galaxia espiral M81 (o galaxia de Bode) tomada por el Hubble. Se puede observar polvo interestelar.

La galaxia de Bode tiene una magnitud aparente de 6,93, siendo una de las galaxias más brillantes. Bajo condiciones excepcionales y cielos verdaderamente obscuros en lugares remotos, lejos de la contaminación lumínica, puede advertirse a simple vista.
Su centro presenta un característico abultamiento que se ha explicado ya sea como consecuencia del choque con una galaxia vecina que produjo que nubes de gas y polvo interestelar se hayan comprimido, colapsándose para producir masivas estrellas de altas temperaturas, o debido a la existencia de un cuásar en su centro, con un agujero negro supermasivo que debilitado produjera un brillo menor a los cuásares, pero mayor a lo típico en núcleos de galaxias en espiral. Existe evidencia que apoya esta última versión proporcionada por radiotelescopios que indican que el núcleo se caracteriza por ser pequeño y muy denso, del cual se emiten chorros de gas caliente a gran velocidad posiblemente generados por el campo magnético en torno al agujero negro.

## Galería de imágenes

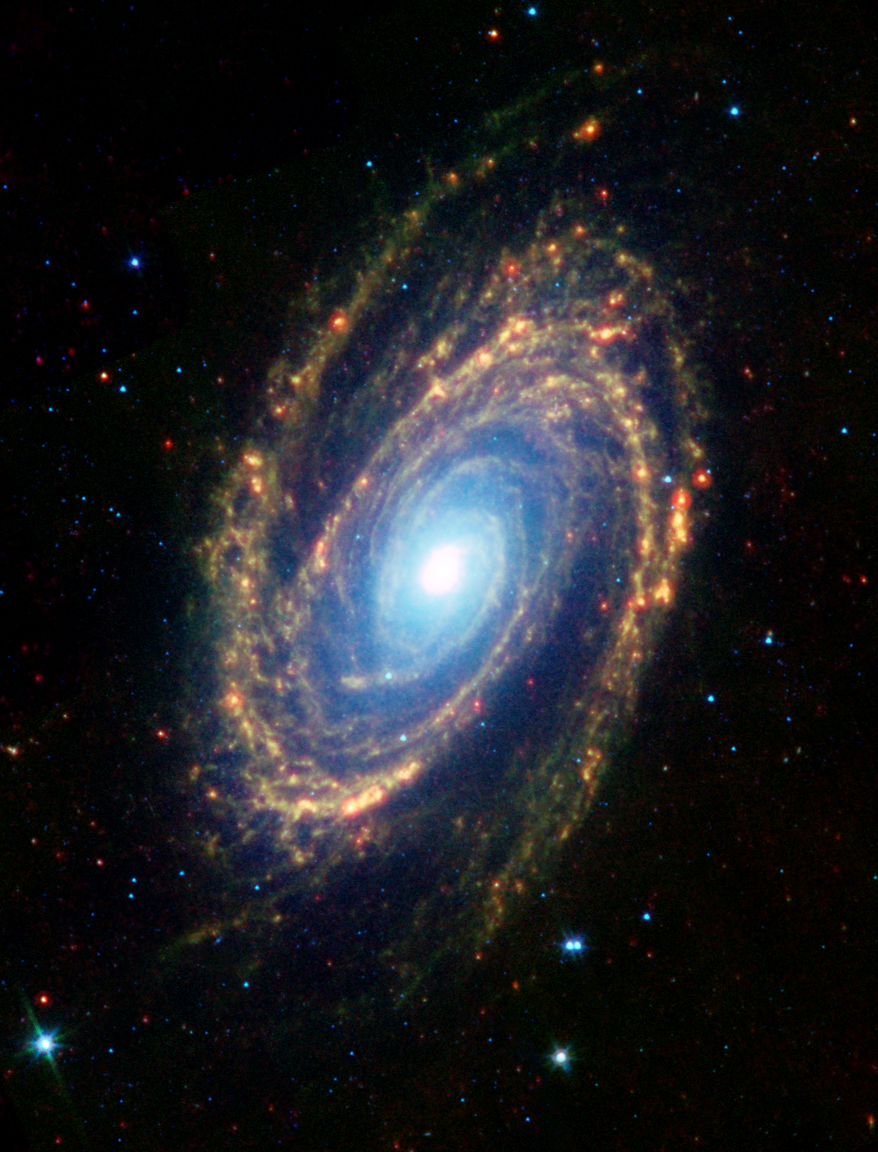
Imagen infrarroja de M81 por el Spitzer.
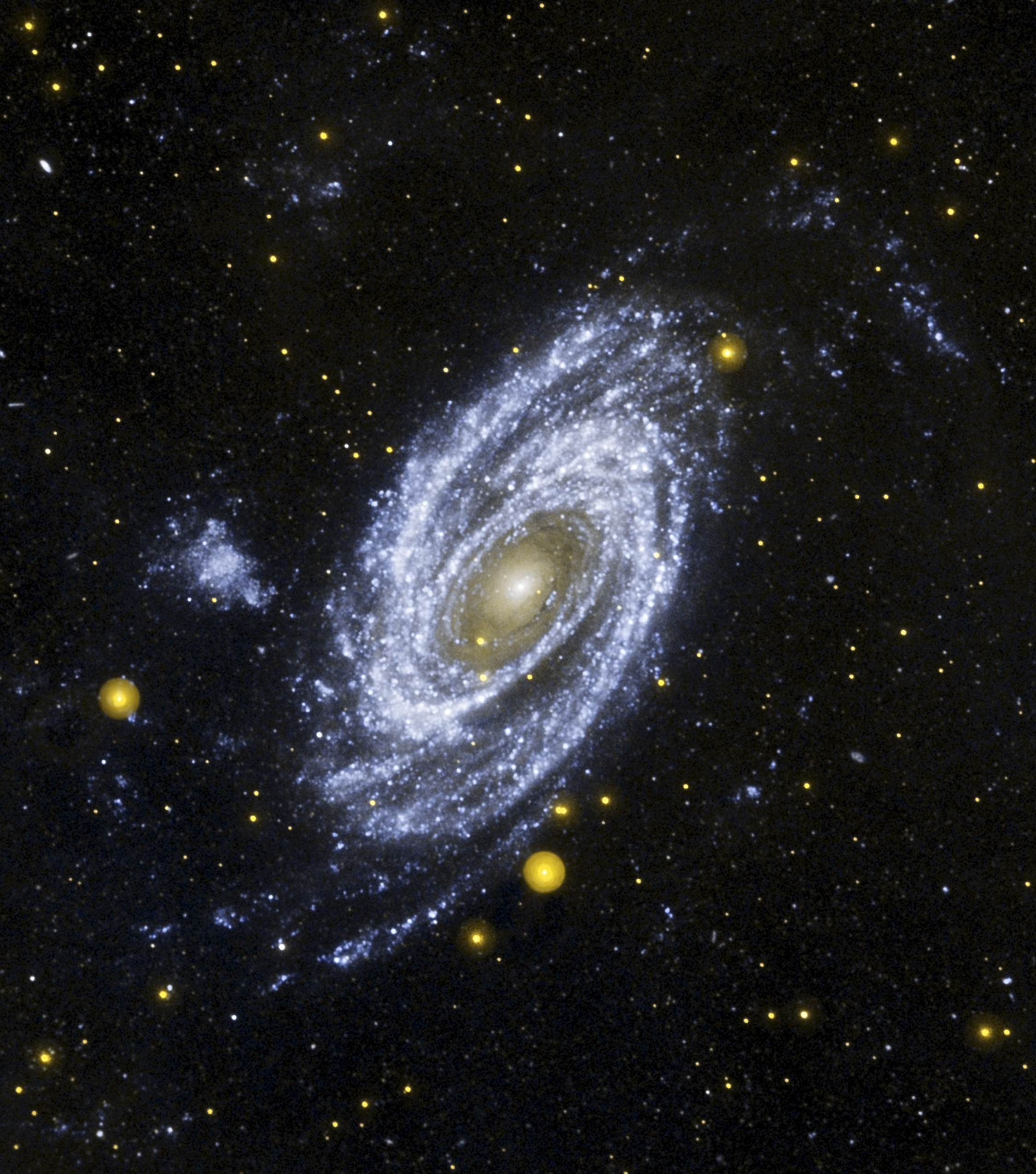
Imagen ultravioleta de M81 por el GALEX.
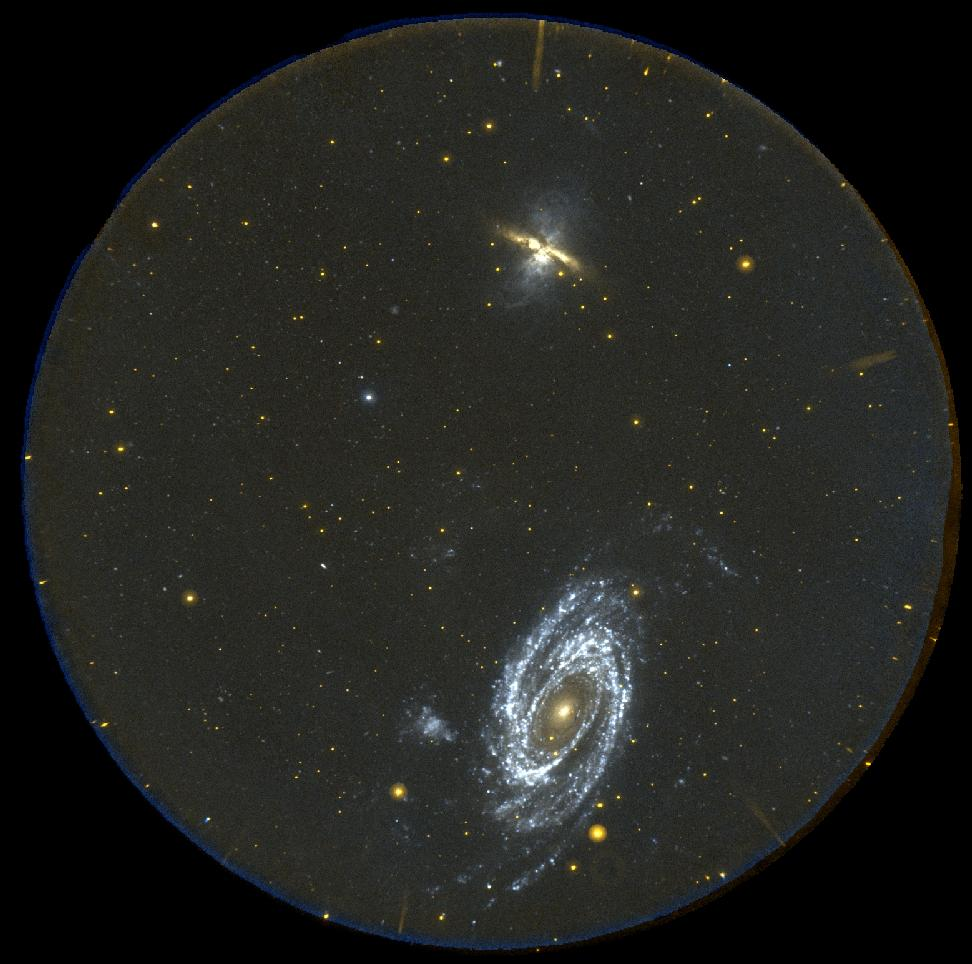
Imagen ultravioleta de la galaxia de Bode (M81) y galaxia del Cigarro (M82) por el GALEX.
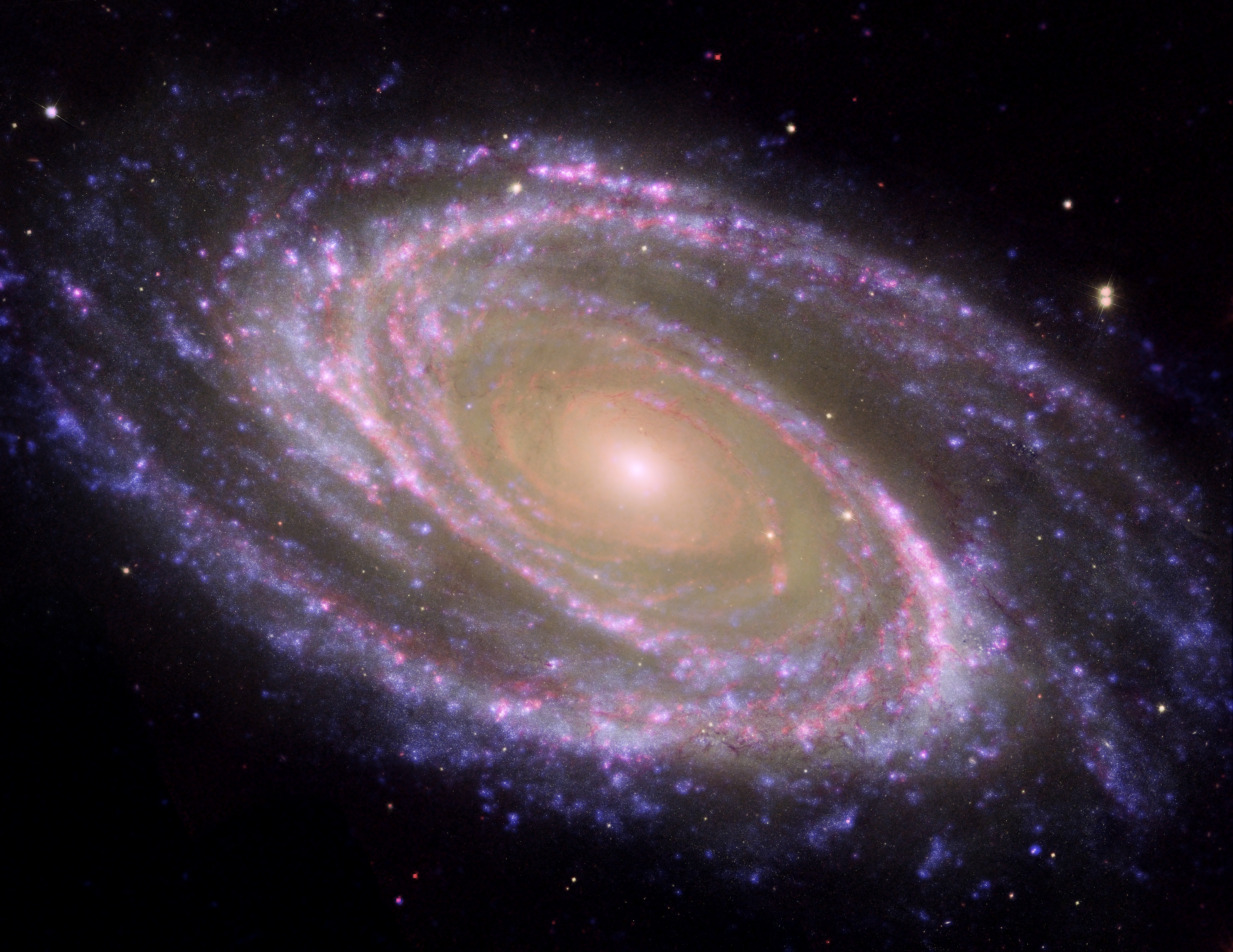
Imagen multionda de M81.